# Олексій II Комнін
Олексій II Комнін (грец. Ἀλέξιος Β' Κομνηνός, 10 вересня 1167 — жовтень 1183)  — імператор Візантії з 1180 по 1183 рік.
Олексій II Комнін був сином Мануїла I та Марії, дочки Раймонда де Пуатьє.
Після смерті Мануїла І Марія, яка була у той час в монастирі, стала регенткою при своєму малолітньому сині. Вона надала титул протостебастуса своєму фаворитові та дядькові Олексія II — Олексію Комніну. Молодий Олексій та його друзі спробували повстати проти матері та протостебаста, однак повстання завершилося поразкою 2 травня 1182 року.
Андронік I Комнін зумів із цієї ситуації зробити собі вигоду — він в'їжджає в Константинополь, де його зустрічають майже з царськими почестями. Тут він скидає регентів. Цю подію використовують також для зведення рахунків з латинянами, перш за все із венеційськими купцями, яких багато вирізають, а тих, що залишились живими (приблизно 4000), продають у рабство. Андронік дозволяє коронування Олексія, однак всіх його друзів та матір страчують, а сам він очевидно залишився без якого-небуть впливу. Андроніка призначають співімператором, розривають заручення Олексія II з дочкою короля Франції Луї VII, 9 річною Анною. Пізніше Андронік наказав задушити Олексія, обґрунтовуючи свою дію тим, що розділене володарювання не добре для імперії.